# 多倫多 (密蘇里州)
多倫多（英語：Toronto）是位於美國密蘇里州康登縣的非建制地區。

## 歷史
多倫多的郵局於1856年設立，其後於1942年停運。

## 地理
多倫多所處的海拔為高於海平面230米（即755英呎），而該地所採用的時區為UTC-6，即北美中部時區（CST）。同時該地設有夏令時間，為UTC-6調快一小時，即UTC-5（CDT）。